# Liste der Biografien/Beo
Liste der Biografien |
Portal Biografien |
Personensuche
# |
A |
B |
C |
D |
E |
F |
G |
H |
I |
J |
K |
L |
M |
N |
O |
P |
Q |
R |
S |
T |
U |
V |
W |
X |
Y |
Z |
?
 
Ba |
Be |
Bd |
Bg |
Bh |
Bi |
Bj |
Bl |
Bm |
Bn |
Bo |
Br |
Bs |
Bu |
Bw |
By |
Bz
 
Bea–Beb |
Bec |
Bed |
Bee |
Bef |
Beg |
Beh |
Bei |
Bej |
Bek |
Bel |
Bem |
Ben |
Beo |
Bep |
Beq |
Ber |
Bes |
Bet |
Beu |
Bev |
Bew |
Bex |
Bey |
Bez
Die Liste der Biografien führt alle Personen auf, die in der deutschsprachigen Wikipedia einen Artikel haben. Dieses ist eine Teilliste mit 25 Einträgen von Personen, deren Namen mit den Buchstaben „Beo“ beginnt.

## Beo

### Beol
- Béolet, Huguette (* 1919), französische Tischtennisspielerin

### Beon
- Beon, 2. Hyksoskönig der altägyptischen 15. Dynastie
- Béon, Louise de (1585–1665), Hofdame der Königin Anne d’Autriche
- Béon, Patrick (* 1950), französischer Radrennfahrer
- Beon, Wolf Friedrich von († 1610), deutscher Militär
- Beonna, Bischof von Hereford

### Beor
- Beor, biblische Person, Vater Belas
- Beor, biblische Person, Vater Bileams
- Beorhtgils, Bischof von East Anglia
- Beorhtric († 802), König von Wessex (786–802)
- Beorhtwig († 1033), Bischof von Wells
- Beorhtwine, Bischof von Sherborne
- Beorhtwine († 1027), Bischof von Wells
- Beorhtwulf († 852), König von Mercien (840–852)
- Beorna, König von East Anglia
- Beornhæth, Unterkönig in Northumbria
- Beornheah, Bischof von Selsey
- Beornmod, Bischof von Rochester
- Beornrad von Mercien, König von Mercia
- Beornrad von Sens († 797), Abt von Echternach, Erzbischof von Sens
- Beornwulf von Mercien († 825), König von Mercien

### Beot
- Beöthy Steiner, Anna (1902–1985), ungarisch-französische Malerin
- Beöthy, István (1897–1961), ungarischer Bildhauer und Architekt
- Beöthy, László (1860–1943), ungarischer Politiker und Minister
- Beöthy, Pál (1866–1921), ungarischer Politiker, Jurist und Oberleutnant